# 城井則房
城井 則房（きい のりふさ）は、南北朝時代から室町時代にかけての武将。蒲池久憲の子。

## 生涯
城井氏の養子となる。筑後宇都宮氏の後裔の蒲池氏と城井氏の関係については、筑後宇都宮氏の宇都宮貞泰が豊前国中津におり、貞泰の子貞久は南朝方の征西軍衛府に参加するため、弟の貞邦と肥後国に向ったことから、貞久の後裔の蒲池氏は、豊前宇都宮氏・城井氏の分流ともされてきた。
則房はそうした城井氏と蒲池氏の関係を示しているといえよう。